# Jacques de Flesselles
Jacques de Flesselles (franskt uttal: [ʒak də flɛsɛl]), född 11 november 1730 i Paris, död 14 juli 1789, var en fransk ämbetsman och ett av de första dödsoffren under franska revolutionen.
de Flesselles föddes i Paris i en nyligen adlad familj. Han var intendant de Lyon åren 1768–1784 och bidrog till att finansiera en Montgolfier-ballong som fick heta Flesselles till hans ära.
Den 21 april 1789 blev de Flesselles prévôt och tre månader senare blev situationen i Paris kaotisk när kungens trupper drog sig tillbaka och centrala Paris stod utan ordningsmakt. Den 14 juli, omedelbart efter stormningen av Bastiljen, anklagades de Flesselles för sympatier med kungahuset och sköts ihjäl på trapporna till stadshuset varefter han halshöggs.

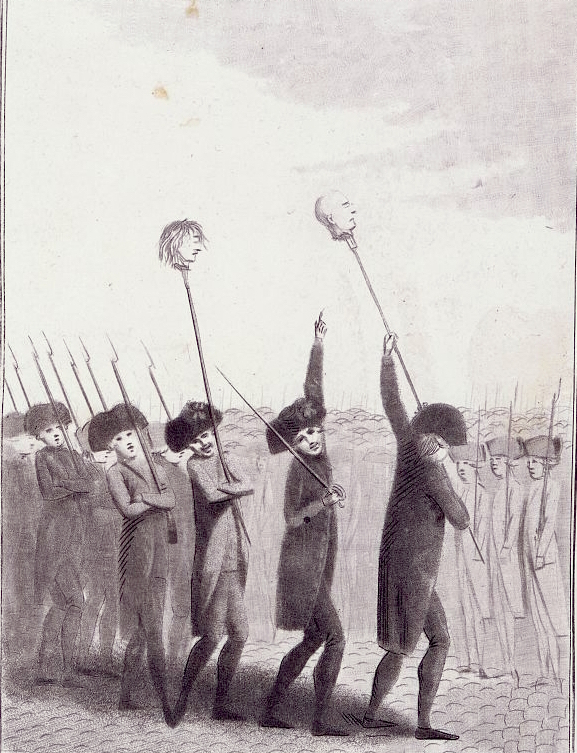
Gravyr från cirka 1789: de Flesselles och Bernard-René Jourdan de Launay har halshuggits och revolutionärer paraderar med deras huvuden på pikar.